# 秋元氏
秋元氏（あきもとし）は、武家・華族だった日本の氏族。江戸時代に譜代大名だった家で維新後は華族の子爵家に列した。

## 歴史

### 出自
宇都宮頼綱の子泰業が13世紀前半に上総国周淮郡秋元荘を領して本貫としたのに始まると伝えられている。

### 戦国時代
戦国時代、秋元氏の16世と称する長朝は相模国の後北条氏、次いで関東へ転封された三河国の徳川家康に仕え、その新参家臣層に加わる。

### 江戸時代
関ヶ原の戦いで上杉景勝の投降を促した功により、慶長6年（1601年）上野国総社藩1万石に加増された。さらに泰朝は将軍職を譲り駿府に移った家康に仕える駿府在番衆のうち、本多正純を筆頭とする近習出頭人に連なる。
元和2年（1616年）の家康の死後に駿府在番衆が小姓組に吸収され、泰朝は元和8年（1622年）に父・長朝が死去すると旧領を合わせ、甲斐国東部の郡内領を支配する徳川家臣・鳥居氏の改易に際して郡内領の谷村藩・1万8千石へ加増された。次代の戸田家から養子として来た喬知は初代川越藩主となり幕政において老中に就任する。谷村藩政においても郡内織の奨励や谷村大堰・新倉掘抜の開削を行ったとされる。
宝永元年（1704年）には甲府藩主家・柳沢氏の旧領である武蔵国川越藩5万石に栄転し、凉朝の代に出羽国山形藩6万石となる。凉朝は老中・田沼意次と対立したといい、以後は不遇を託った。
弘化2年（1845年）に上野国館林藩6万石へ転封された。江戸城では雁間詰。
最後の館林藩主秋元礼朝は、長州藩主毛利家や宇都宮藩主戸田家との縁戚から飛び地の河内国雄略天皇陵の修理を行うなど勤王に奔走し、戊辰戦争でも関東の藩で真っ先に官軍に参加。上野鎮定をはじめ、野州出流山や奥州にも転戦して戦功をあげた。

### 明治以降
明治維新後、戊辰戦争での戦功により1万石の賞典禄を下賜された。礼朝は1869年（明治2年）6月の版籍奉還で館林藩知事に転じるとともに華族に列し、明治4年（1871年）の廃藩置県まで藩知事を務めた。
明治17年（1884年）7月の華族令施行により旧小藩知事として子爵に列した。
明治後期から大正にかけて当時の当主秋元興朝子爵は英国留学後に外務省に勤務し弁理公使や特命全権公使などを務めた。また山稜復興の功績を理由に秋元家に伯爵への陞爵があるよう請願運動を行っていたが、4度の陞爵請願いずれも不許可に終わっている。
毛利元秀子爵の弟春朝が養子に入って家督と爵位を継いだ。春朝は英国留学後に貴族院議員の子爵議員に当選し、日英博覧会事務取扱、拓殖局総裁秘書官、逓信大臣秘書官、鉄道大臣秘書官などを歴任した。
秋元子爵家の邸宅は昭和前期に東京市滝野川区西ヶ原町にあった。

## 備考

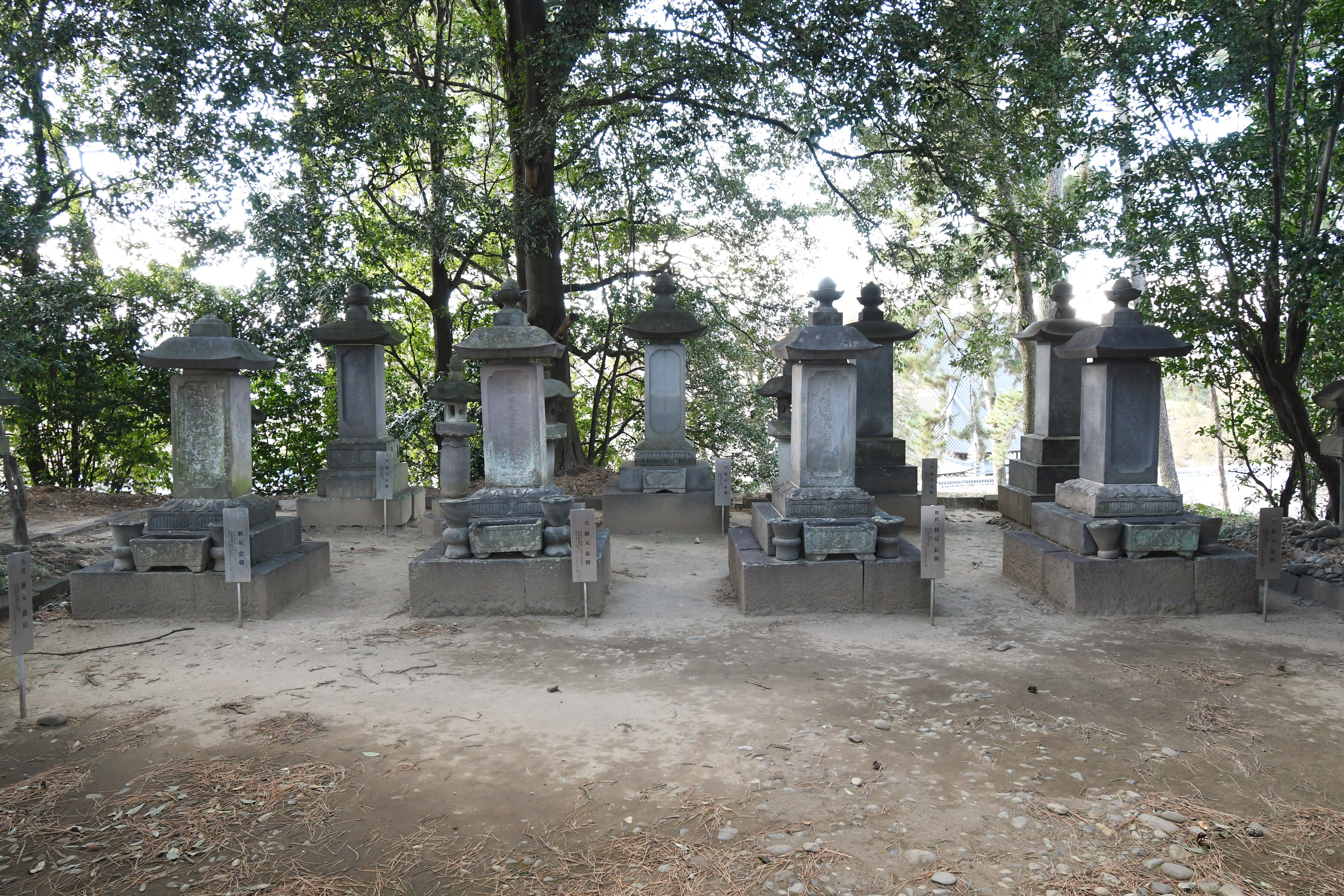
秋元氏歴代墓所（群馬県前橋市）

菩提寺は群馬県前橋市の光巌寺。墓所は光巌寺近隣の宝塔山古墳に存在。
また、秋元氏には陸奥国鹿角郡に分流が存在する。泰業の子孫とする秋元氏が鹿角郡内の国人として鎌倉時代に活動した。しかしその後の動向は不明で、大名家の秋元氏との関係や分派時期も不明である。
秋元家臣は最も古い上総領時代の家人を中核とし、武蔵深谷時代、上野総社藩時代にも譜代家臣が拡充され、谷村藩時代には谷村譜代や旧鳥居系家臣が取り立てられた。

## 系譜参考
- 日本の名字七千傑 （日本語）
- 武家家伝 （日本語）
- 大名家の系図を現代までつなげてみる （日本語）